# Jojei, Alba
Jojei este un sat în comuna Avram Iancu din județul Alba, Transilvania, România.